# Megalopa

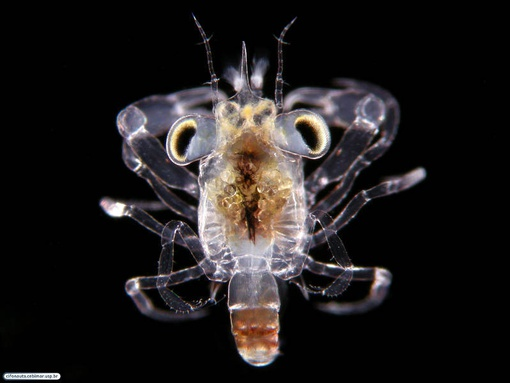
Megalopa di crostaceo portunide

La megalopa è l'ultimo stadio larvale dei crostacei, successivo a quello di Zoea e viene infatti chiamato anche postlarva. Lo stadio di megalopa è tipico dei crostacei malacostraci, come i decapodi.

## Anatomia
La megalopa è caratterizzata dalla presenza di setole sui pleopodi (appendici addominali) e dalla presenza di una chela sul primo paio di pereiopodi (appendici toraciche). In generale l'aspetto della megalopa è relativamente simile a quello dell'adulto anche se con occhi più grandi, pereiopodi più piccoli e carapace più piccolo.

## Biologia
Nelle specie che hanno uno stile di vita bentonico la megalopa è il primo stadio larvale che si stabilisce sul fondale abbandonando la vita planctonica.